# Seminarski rad
Seminarski rad, vrsta rada. Samostalnog pisano djelo studenta. Studentu temu zadaje mentor koji ga vodi u radu, ili sâm student izabire temu. Tema može biti praktična ili teorijska. Cilj seminarskog rada je dokazati sposobnost studenta u samostalnom rješavanju praktičnih i teoretskih problema koji ne ne moraju predstavljati izvorno znanstveno dostignuće nego pokazati sposobnost primjene određene teorije, analitičkog aparata ili sposobnost analitičkog čitanja teksta. U ovoj vrsti radova mogu donositi i pregled znanstvenih teorija i pravaca. Važan je dio ovladati pravilima akademskog pisanja i izlaganja problematike, uključivo s pravilnim citiranjem tekstova.